# Camugliano
Camugliano è una località del comune italiano di Ponsacco, nella provincia di Pisa, in Toscana.

## Geografia fisica
Vi si trovava una grandiosa tenuta, la quale, insieme con Ponsacco, diede il titolo di marchesato alla famiglia Niccolini di Firenze. La sua chiesa parrocchiale (S. Frediano) Diocesi di San Miniato, già di Lucca, Compartimento di Pisa. La tenuta e distretto di Camugliano confina, a settentrione, con Ponsacco e, a occidente, con Capannoli.
L'area collinare in cui sorge la localitàe si trova alla confluenza dalle acque dei fiumi Cascina ed Era.

## Storia
Di Camugliano si ha notizia già nel 980, in quanto citata in un atto di enfiteusi.
Successivamente, la parrocchia S. Pietro a Camugliano, che risultava come dipendenza della distrutta pieve di S. Marco in Sovigliana (negli anni 1170, 1171, 1180 e 1181), venne ridotta a villa dal vescovo di S. Miniato.
Benché siano poco chiari i domini ai quali dovesse essere stata assoggettata, si sa che Camugliano, nel corso del XII secolo, era parte dei possedimenti della Badia di Carisio sul Roglio, come è attestato da due bolle di Lucio III e Clemente III.
A causa delle guerre con i fiorentini, il castello di Camugliano fu depredato nel dicembre del 1313, poi arso e infine, nel 1345, distrutto dai soldati di Luchino Visconti. In seguito a ciò, la parrocchia di S. Pietro a Camugliano fu aggregata a quella di Ponsacco. Ma nel 1586 Matteo Botti, dopo averne acquistato la tenuta, vi edificò un oratorio dedicandolo a S. Frediano. Esso fu eretto in chiesa parrocchiale, con breve del vescovo di Lucca del 29 marzo 1581.
È da quel periodo che cominciò a ripopolarsi, anche grazie ad intervenute opere di bonifica. Si pensa che le prime opere di edificazione in città siano stati ordinati dal duca Alessandro de' Medici, il di cui successore la donò al nobile fiorentino Giuliano Gondi, dal quale fu poi ceduta, nel 1568, a Matteo di Giovanni Battista Botti. Questi donò Camugliano a Cosimo II, con rogito del 25 dicembre 1615. Finalmente Ferdinando II, con un atto del 23 settembre 1637, alienò sia la villa che la tenuta al marchese Filippo Niccolini per il prezzo di 50.000 scudi.

## Monumenti e luoghi d'interesse
- Chiesa di San Frediano, chiesa parrocchiale della localitàe, risalente al 1586.
- Oratorio di San Filippo, cappella privata di Villa Niccolini.
- Villa Niccolini, edificata nel 1533 da Alessandro de' Medici e conclusa durante il granducato di Cosimo I.